# Biała (Mazovie)
Pour les articles homonymes, voir Biała.
Biała (prononciation : [ˈbjawa]) est un village polonais de la gmina de Stara Biała dans le powiat de Płock de la voïvodie de Mazovie dans le centre-est de la Pologne.
Le village est le siège administratif (chef-lieu) de la gmina appelée gmina de Stara Biała.
Il se situe à environ 7 kilomètres au nord-ouest de Płock (siège du powiat) et à 102 km au nord-ouest de Varsovie (capitale de la Pologne).

## Histoire
De 1975 à 1998, le village appartenait administrativement à la voïvodie de Płock.